# Adolfo González Montes
Adolfo González Montes (Salamanca, 13 novembre 1946) è un vescovo cattolico spagnolo, dal 30 novembre 2021 vescovo emerito di Almería.

## Biografia
Adolfo González Montes è nato a Salamanca il 13 novembre 1946.

### Formazione e ministero sacerdotale
Nel 1963 ha conseguito il diploma di maturità presso il seminario diocesano di Salamanca. Nel 1968 ha conseguito la laurea in lettere e filosofia presso la Pontificia Università di Salamanca.
Il 29 giugno 1972 è stato ordinato presbitero per la diocesi di Salamanca. Dall'anno successivo ha compiuto gli studi per il dottorato in teologia all'Università di Tubinga specializzandosi in teologia protestante e nel 1977 ha conseguito il titolo presso la Pontificia Università di Salamanca. Mentre lavorava al suo dottorato, ha svolto il ministero sacerdotale in Germania come collaboratore pastorale della missione cattolica spagnola di Stoccarda dal 1973 al 1976 e per diversi anni ha fatto sostituzioni nelle parrocchie tedesche delle diocesi di Rottenburg-Stoccarda, Amburgo e Hildesheim. Dal 1979 al 1980 ha studiato per il dottorato all'Università Complutense di Madrid.
È stato professore di teologia presso l'Istituto teologico "Gaudium et Spes" di Salamanca dal 1975 al 1976; professore di teologia contemporanea presso l'Istituto superiore di scienze catechetiche "San Pio X" della Pontificia Università di Salamanca dal 1976 al 1977; professore associato di teologia fondamentale presso la Facoltà di teologia della Pontificia Università di Salamanca dal 1977 al 1988 e poi professore ordinario di teologia fondamentale e teologia ecumenica dal 1988 al 1997. Ha prestato servizio anche come cappellano dello stesso ateneo dal 1978 al 1990. È stato direttore spirituale del Collegio Universitario Santa María de Guadalupe, appartenente alla Pontificia Università di Salamanca, dal 1984 al 1985.
Esperto di teologia e storia dell'ecumenismo, dal 1982 è stato direttore del Centro di studi orientali ed ecumenici "Giovanni XXIII" della Pontificia Università di Salamanca e direttore della rivista Diálogo Ecuménico, nonché della collana di teologia e storia dell'ecumenismo Bibliotheca Oecumenica Salmanticensis, entrambi pubblicazioni a cura dello stesso centro. Come direttore ha organizzato vari simposi e seminari ecumenici di livello nazionale e internazionale. Come professore e teologo, è stato invitato a partecipare come relatore a conferenze e incontri nazionali e internazionali. Membro delle Società ecumenica europea, ha fatto parte del suo comitato esecutivo per quattro anni. Come teologo ed ecumenista, è stato per diversi anni consultore della commissione episcopale per le relazioni interconfessionali fino al 1997, membro della commissione teologica consultiva della commissione episcopale per la dottrina della fede fino al 1997 e consultore del Pontificio consiglio per la promozione dell'unità dei cristiani dal 1989 al 2003. Dal 1994 al 1997 ha fatto parte del comitato ecumenico che ha preparato la II Assemblea ecumenica europea delle Chiese tenutasi a Graz nel 1997, organizzata dal Consiglio delle conferenze dei vescovi d'Europa e dalla Conferenza delle Chiese d'Europa.

### Ministero episcopale
Il 26 maggio 1997 papa Giovanni Paolo II lo ha nominato vescovo di Avila. Ha ricevuto l'ordinazione episcopale il 5 luglio successivo nella cattedrale di Avila dall'arcivescovo Lajos Kada, nunzio apostolico in Spagna e Andorra, co-consacranti l'arcivescovo metropolita di Valladolid José Delicado Baeza e quello di Granada Antonio Cañizares Llovera. Durante la stessa celebrazione ha preso possesso della diocesi.
Durante il suo episcopato, ha avuto luogo il rinnovamento dell'altare principale della cattedrale di Avila che è stato inaugurato nel 2002. Tre anni dopo, i lavori sono stati impugnati dalla Real Academia de la Historia in quanto erano state ricoperte alcune pietre tombali di vescovi del XV secolo, nonostante fosse stata concessa una regolare licenza da parte della direzione generale del patrimonio della Junta della comunità di Castiglia e León. La questione è arrivata alla Corte suprema, che nel 2009 ha stabilito che queste pietre tombali dovevano essere esposte, procedendo alla ripristinazione.
Il 15 aprile 2002 papa Giovanni Paolo II lo ha nominato vescovo di Almería. Ha preso possesso della diocesi il 7 luglio successivo.
Nel marzo del 2014 ha compiuto la visita ad limina.
Il 30 novembre 2021 papa Francesco ha accolto la sua rinuncia per raggiunti limiti di età; gli è succeduto il vescovo coadiutore Antonio Gómez Cantero.
In seno alla Conferenza episcopale spagnola è presidente della commissione per le relazioni interconfessionali dal 15 marzo 2017. È anche rappresentante della Conferenza episcopale spagnola presso la Commissione delle conferenze episcopali della Comunità Europea (COMECE). In passato è stato membro delle commissioni per la dottrina della fede dal 1997 al 2002, per le relazioni interconfessionali dal 1997 al 2002 e per il patrimonio culturale dal 2002 al 2005 e presiedente delle commissioni per le relazioni interconfessionali dal 2005 al 2011 e per la dottrina della fede dal 2011 al 2017.
È autore di numerosi articoli e libri.

## Opere
- Razón política de la fe cristiana. Un estudio histórico-teológico de la hermenéutica política de la fe, Salamanca 1976.
- Religión y nacionalismo. La doctrina luterana de los dos reinos como teología civil, Salamanca 1982.
- La gracia y el tiempo, Madrid 1983.
- Meditación del cristianismo, Madrid 1985.
- Enchiridion oecumenicum, vol. 1 (Salamanca 1986); vol. 2 (Salamanca 1993).
- Reforma luterana y tradición católica. Naturaleza doctrinal y significado social, Salamanca 1987.
- Fundamentación de la fe, Salamanca 1994.
- La nueva teología política. Historia y sistemas, Salamanca 1995.
- Sentir con la Iglesia. Catequesis al pueblo de Dios en el año del Gran Jubileo de Jesucristo, Ávila 2000.
- Imagen de Iglesia. Eclesiología en perspectiva ecuménica, Madrid 2008.
- Teología Fundamental. De la revelación y de la fe, Madrid 2010.

## Genealogia episcopale
La genealogia episcopale è:
- Cardinale Scipione Rebiba
- Cardinale Giulio Antonio Santori
- Cardinale Girolamo Bernerio, O.P.
- Arcivescovo Galeazzo Sanvitale
- Cardinale Ludovico Ludovisi
- Cardinale Luigi Caetani
- Cardinale Ulderico Carpegna
- Cardinale Paluzzo Paluzzi Altieri degli Albertoni
- Papa Benedetto XIII
- Papa Benedetto XIV
- Papa Clemente XIII
- Cardinale Giovanni Francesco Albani
- Cardinale Carlo Rezzonico
- Cardinale Antonio Dugnani
- Arcivescovo Jean-Charles de Coucy
- Cardinale Gustave-Maximilien-Juste de Croÿ-Solre
- Vescovo Charles-Auguste-Marie-Joseph Forbin-Janson
- Cardinale François-Auguste-Ferdinand Donnet
- Vescovo Charles-Emile Freppel
- Cardinale Louis-Henri-Joseph Luçon
- Cardinale Charles-Henri-Joseph Binet
- Cardinale Maurice Feltin
- Cardinale Jean-Marie Villot
- Arcivescovo Lajos Kada
- Vescovo Adolfo González Montes